# گیرمو تیمونر
گیرمو تیمونر (اسپانیایی: Guillermo Timoner‎؛ زادهٔ ۲۴ مارس ۱۹۲۶ – درگذشتهٔ ۱۷ اوت ۲۰۲۳) ورزشکار دوچرخه‌سواری پیست اهل اسپانیا بود.
وی در مسابقات کشوری و بین‌المللی در مجموع برندهٔ ۶ مدال طلا، ۲ مدال نقره شده‌است.